# CBS
CBS Broadcasting Inc. (CBS) — американська телерадіомережа. Назва походить від Columbia Broadcasting System — попередньої юридичної назви компанії. Мережа з'явилася 1928 року після того, як Вільям Пейлі придбав 16 радіостанцій. Під його керівництвом компанія стала однією з найбільших радіомереж в США, а згодом — однією з трьох найбільших телевізійних мереж США.
CBS володіє також однією з найбільших у світі бібліотек розважального контенту, що робить її бренд «очі» одним з найпізнаваніших у бізнесі. CBS іноді навіть називають «оком мережі», натякаючи на високу якість CBS-програмування.
Діяльність компанії охоплює практично всі галузі засобів масової інформації та розваг, у тому числі кабельне ТБ, публікації, радіо, місцеве телебачення, кіно, інтерактивні і соціально значимі ЗМІ.
Корпорація CBS включає: CBS Television Network, The CW, CBS Television Studios, CBS Global Group Distribution (CBS Studios International і CBS Television Distribution), CBS Consumer Products, CBS Home Entertainment, CBS Films, Showtime Networks, CBS Sports Network, POP (спільне підприємство CBS Corporation і Lionsgate), Smithsonian Networks, Simon & Schuster, CBS Television Stations, CBS Radio and CBS EcoMedia.
Визнаючи свій вплив, як одного з провідних світових медіа-компаній, CBS Corporation прагне використовувати свою владу для досягнення суспільного блага. Її прихильність до висвітлення новин, якості роботи з населенням та підтримки, соціальної реклами, різноманітності та соціально відповідального змісту у всіх своїх підрозділах зробили CBS надійним джерелом інформації.

## Історія
Історія Columbia Broadcasting System (CBS) бере початок у 1927 році, коли талановитий агент Артур Джадсон заснував свою власну мережу, оскільки не міг знайти роботу для своїх клієнтів на радіо. Через фінансові труднощі згодом агент був вимушений продати CBS. За $ 400 000 її придбав Вільям Пейлі, батько якого був власником сигарної компанії. У вересні 1928 Пейлі викупив частку CBS Louchenheim у 51 %.
Під керівництвом підприємливого Вільяма Пейлі CBS створювала історію медіа, починаючи з кінця 1920-х. Керівник телерадіомережі розумів, що ключ до успіху радіо — велика аудиторія. Тоді графіки CBS стали залежними від інших компаній в обмін на спонсорство його шоу. З 22 станцій в 1928 році мережа зросла до 114 станцій за десять років. До 1932 року Вільям Пейлі отримував річний прибуток $ 3 млн. Незважаючи на могутність конкуруючої Національної телерадіокомпанії (NBC), Columbia Broadcasting System вдалося зберегти велику аудиторію. Багато в чому це залежало від енергійної команди мережі. Так, Едварду Мюрроу створив систему поділу новин. Це сприяло активному зростанню довгограючих платівок Columbia Records у 1940-х роках. Пітер Голдмарк у лабораторії CBS винайшов довгограючі платівки високої якості і у 1948 році їх представили аудиторії.
Едвард Марроу працював радіокореспондентом CBS  в Європі і висвітлював події Другої світової війни. З 1950 року Марроу вів на CBS щотижневу політичну радіопередачу «Слухай зараз», а з 1951 року — «Дивись зараз». Ці випуски мали найвищі рейтинги, і Марроу став королем політичної журналістики. 
Поява таких зірок, як Філ Харріс, Фред Аллен, Бінг Кросбі і Кейт Сміт на CBS сприяла збільшенню слухачів мережі. З появою телебачення протягом 1940-х років, поява виконавців стала такою ж важливо, як їхні голоси. В 1948 Вільям Пейлі підписав договори з такими зірками як Фрімен Госден і Чарльз Коррел, Едгар Берген, Джордж Бернс і Грейсі Аллен, Джек Бенні. 
Велике значення для становлення телеканалу CBS мало управління Френка Стентона. Він протягом 25-ти років керував компанією і зробив все для того, щоб вивести роботу самого телеканалу на новий рівень, зробити бренд авторитетним і улюбленим. Якщо Вільям Пейлі, партнер Френка, був «душею» телеканалу, то Стентон — його мозком.
З 1946 по 1971 рік, коли CBS керував Френк Стентон, телеканал зробив величезний крок вперед у своєму розвитку. Френк Стентон у 1973 році став віце-президентом, а через пару років відійшов від справ телеканалу і заснував свій фонд. Саме з діяльністю цієї людини пов'язано випуск на телеканалі CBS культової програми «60 хвилин», що принесла каналу високі рейтинги і значний прибуток. Також саме завдяки Френку на каналі більше сорока років працював один з видатних і оригінальних кореспондентів свого часу Майк Воллес.
Френк Стентон був одним з шести приватних осіб, яким Дуайт Ейзенхауер, президент США, запропонував у разі радянського вторгнення, прийняти владу в країні у свої руки і очолити найголовніші області. Стентону запропонували очолити федеральну комісію зв'язку, враховуючи його заслуги в галузі розвитку CBS. У своїх інтерв'ю Френк згадував про цей епізод свого життя і говорив, що дуже злякався. Злякався величезної відповідальності, але погодився на пропозицію. CBS може пишатися тим, що кілька десятків років нею керував Френк Стентон.

## Кольорове зображення на CBS
На Сі-бі-ес розробкою кольорового ТБ займалася одна людина — Пітер Голдмарк, якого сьогодні в США називають батьком кольорового телебачення. Голдмарк розбивав картинку на червоне, зелене і синє зображення за допомогою трьох фільтрів. На приймальній трубці фільтр залишав тільки свій колір, усуваючи всі інші кольори і відтінки. Фільтри оберталися синхронно з фільтрами камери. Якість зображення була досить високою, але системі Сі-бі-ес не судилося втілити її на телеекранах.
FCC (Федеральна комісія зв'язку) в травні 1941 року вирішила, що кольорове ТБ — справа майбутнього, і затвердила монохромні стандарти в 525 рядків. Потім почалася війна і Сі-бі-ес припинила свої експерименти з кольором. Сі-бі-ес ввела регулярні кольорові рубрики тільки в 1965 році.
30 листопада 1956 року Сі-бі-ес вперше використала «Ампекс» для відкладеного випуску в ефір програми вечірніх новин. Компанія «Ампекс» залишалася провідним виробником відеотехніки в 60-70-і роки.
Першими кольоровими програмами на каналі стали: Ювілейна Зірка, Роджерс і Попелюшка Гаммерштейна (1957 р.), Лускунчик (1958 р.). Телепередача Лускунчик була заснована на основі знаменитого спектаклю, який було поставлено в 1954 році в Нью-Йорку. У 1965 році CBS транслювало нову кольорову версію Роджерс і Попелюшка Гаммерштейна. У головних ролях: Леслі Енн Воррен і Стюарт Деймон. Протягом наступних дев'яти років спектакль демонстрували не в прямому ефірі, а за допомогою плівки.

## Телемережа CBS
Сьогодні телемережа нараховує близько 200 телевізійних станцій і філій. За статистичними даними, у 2014-2015 роках протягом тижня кількість глядачів досягла 124 млн осіб. CBS телебачення отримало репутацію «Тіффані мережі», оскільки транслювало вишукані драматичні програми високої якості (Studio One, Playhouse 90). Виділяються також сімейні комедії, завдяки яким CBS вдалося збільшити аудиторію. До них слід віднести: Шоу Енді Гріффіта, Беверлі-Гіллз, Гомер Пайл, USMC.
До 1970 року CBS сприймалася як телемережа з занадто старими і «сільськими» смаками її спонсорів. Згодом вона змогла відкрити нову еру прогресивних, передових розваг. Прикладом таких новаторських комедій стали All in the Family and MASH. Росту рейтингу сприяли вечірні вісті CBS. Волтер Кронкайт, який став учасником недільної вечірньої програми «60 хвилин», викликав ще більшу довіру серед глядачів CBS, оскільки його визнавали «найнадійнішою людиною Америки».

## Програма «60 хвилин»
«60 хвилин» — американське суспільно-політичне телешоу, створене Дональдом Х'юїттом. Транслюється каналом CBS з 1968 року. Згідно з рейтингом журналу «Телегід», у травні 2002 року «60 хвилин» увійшло до списку п'ятдесяти найбільших телешоу всіх часів, зайнявши 6-е місце.
За версією газети «The New York Times» шоу є «одним з найшанованіших суспільно-політичних на американському телебаченні». 
Журналісти в програмі вперше використали найвдаліші методи розслідування: повторне редагування інтерв'ю, приховані камери, принципи гоча-журналістики, несподівані візити в офіси та інші. Трансляція розслідувань з'явилася наприкінці 1970-х в австралійській і канадській версіях програми.
Хронологія часу виходу в ефір «60 хвилин»
- 1968–1971 роки — середа 21:00.
- 1971–1972 роки — понеділок 22:00.
- 1972–1973 роки — субота 22:30.
- 1973–1974 роки — п'ятниця 21:00.
- 1974–1975 роки — понеділок 22:00.
- 1975 — сьогодні — неділя 19:00.

## Премії програми
- У травні 2002 року американський тижневик «Телегід» опублікував рейтинг п'ятдесяти найбільших телешоу всіх часів, у якому «60 хвилин» займає 6-е місце.[10]
- На 1 жовтня 2013 програма «60 хвилин» у загальній складності виграла 106 «Еммі», що є неперевершеним рекордом для будь-якого прайм-тайм шоу в телемережі.[11]
- На початок 2014 року шоу є володарем 20 премій Джорджа Фостера Пібоді.[12]
- Переможець 36-й церемонії премії «Золотий глобус» у номінації найкращий телевізійний серіал — драма.[13]

## CBS Радіо
CBS Radio є одним з найбільших радіомовних ЗМІ в Сполучених Штатах і безперечним лідером у сфері спортивного радіо. CBS Radio нараховує понад 70 млн слухачів по всій країні щотижня за рахунок виробництва унікального аудіо та відео контенту, трансляції реальних події, онлайн і мобільних платформ. В рамках радіомережі CBS Corporation управляє 117 радіостанціями на 26 ринках. CBS Radio розповсюджує свої програми через AM, FM і HD Radio станцій, Radio.com, Play.it і додатки, що робить взаємодію з аудиторією більш доступною.

## Активи компанії
- Телевізійні мережі: CBS, The CW, CBS College Sports Network, Showtime Networks
- Телевізійні студії: CBS Television Studios, CBS Television Distribution, Big Ticket Television, CBS Studios International
- Лейбл звукозапису: CBS Records
- Радіо: CBS Radio
- Видавнича справа: Simon & Schuster

## Кіновиробництво
Сьогодні телеканал CBS транслює такі картини, як «Молоді і зухвалі», «Зухвалі і красиві», а також «Місце Злочину», «Морська поліція» та багато інших серіалів і фільмів, які відомі не тільки в Америці, але і в інших країнах світу.
Телеканал CBS входить в знамениту американську корпорацію CBS Corporation і має перспективні плани на майбутнє. Можливість знімати власні картини, а також продовжувати славну традицію Стентона — ось дві головні складові майбутнього телеканалу. Сьогодні можна говорити про новий виток в історії CBS, про новий підйом, який повинен привести до розквіту в 2028 році.
Програми, які транслює телеканал CBS:
Драми: Морська поліція (з 2003 р); Мислити як злочинець (з 2005 р); Морська поліція: Лос-Анджелес (з 2009 р); Гарна дружина (з 2009 р); Гаваї 5.0 (з 2010 р); Блакитна кров (з 2010 р); У полі зору (з 2011 року); Елементарно (з 2012 року); Мадам держсекретар (з 2014 р); Скорпіон (з 2014 р); Морська поліція: Новий Орлеан (з 2014 р); CSI: Кіберпростір (з 2015 р); Звіринець (з 2015 р); Області пітьми (з 2015 р); Чорний код (з 2015 р); Супер-дівчина (з 2015 р).
Комедії: Теорія великого вибуху (з 2007 р); Майк і Моллі (з 2010 р); Дві дівчини без копійчини (з 2011 року); Мамочка (з 2013 року); Дивна парочка (з 2015 р); Життя в деталях (з 2015 р).
Драми та комедії транслюють під час прайм-тайму.
Новини: CBS Evening News (з 1948); Face the Nation (з 1954); 60 хвилин (з 1968); CBS News Sunday Morning (з 1979); CBS Morning News (з 1982); 48 годин (з 1988); Up to the Minute (з 1992); CBS This Morning (з 1987); Person to Person (з 2012).

## Скандали та розслідування CBS
Програма «60 хвилин» часто транслює інтерв'ю, приховані зйомки, висвітлює маловідомі факти, які викликають дискусії та невдоволення. В історії телерадіомережі CBS підіймали досить багато скандальних та суперечливих тем.
- У 2005 році телекомпанія Сі-бі-ес звільнила чотирьох високопоставлених співробітників за наклеп на адресу американського президента Джорджа Буша.

У розпал передвиборної гонки у вересні 2004 року канал випустив в ефір сюжет про службу майбутнього президента США в Національній гвардії штату Техас. Журналісти звинуватили Буша в несумлінному проходженні військової підготовки, посилаючись на документи з архіву його колишнього командира.
У результаті вибухнув скандал і Сі-бі-ес провела розслідування. Експерти визнали документи фальшивими, а роботу журналістів — «здебільшого помилковою, некомпетентною і несправедливою».
Скотт Маклеллан, прес-секретар Білого дому: «Що ж, ми знали весь цей час, що для Сі-Бі-Ес важливо до кінця розібратися в проблемі. Телекомпанія вжила заходів, щоб винні понесли покарання, ми цінуємо це. Ми також сподіваємося, що Сі-Бі-Ес зробить все можливе для запобігання подібних ситуацій у майбутньому».
- «Бюстгальтерний скандал» Джанет Джексон 2004 рік.

Федеральне агентство з контролю за масовими комунікаціями подало позов, намагаючись оштрафувати телеканал Сі-бі-ес на 550 тис. $ за «непристойність».
1 лютого 2004 під час трансляції рок-концерту в перерві фінального матчу з американського футболу сестра Майкла Джексона і співак Джастін Тімберлейк виконували дует.
Заспівавши фразу «До кінця цієї пісні будеш ти голою», Тімберлейк простягнув руку до Джексон і бюстгальтер дівчини розстебнувся. Десятки мільйонів уболівальників протягом декількох секунд могли споглядати її оголені груди.
Результатом стала рекордна кількість — понад півмільйона — скарг телеглядачів. Телеканал негайно приніс вибачення. Суди нижчих інстанцій дійшли висновку, що Сі-бі-ес не несе відповідальності за інцидент. Їх рішення ґрунтувалося на положенні закону, що непристойність повинна бути повторена двічі, щоб її можна було вважати навмисною.
Через «Бюстгальтерний скандал» американські телевізійники почали вдаватися до технічних хитрощів: програми йдуть в прямий ефір із затримкою в декілька секунд, щоб сумнівну сцену можна було відразу замінити рекламою.

## Оплата праці
За даними Mediabistro, журналісти CBS входять до списку найвисокооплачуваніших телеведучих США:
- Джудіт Шейндлін — юрист, телеведуча, письменниця. Обличчя шоу «Суддя Джуді». Річний заробіток — $ 45 млн.
- Скотт Пеллі — провідний журналіст новинної програми CBS Evening News на CBS. Річний заробіток –  $ 5 млн.[15]

## Реклама на CBS
- У 1970-ті, коли в США реклама була на піку популярності, 20 секунд ефірного часу на каналі CBS коштувало 30 тисяч доларів. При таких «розцінках» реклама була доступною тільки для «обраних» бізнес-гігантів.[16]
- Передвиборча агітація в США під час виборів президента у 2012 році збільшила виторг CBS до 180 000 000 доларів, повідомляє агентство Bloomberg. Згідно з дослідженнями, найчастіше в рекламних роликах висвітлювалися такі теми, як розподіл державного бюджету, робочі місця і критика Барака Обами.[17]
- Телевізійна мережа CBS майже повністю розпродала всі можливі місця для публікації реклами під час трансляції Суперкубку XLVII. Про це повідомив Леслі Мунвс, генеральний директор телекомпанії. Якщо вірити повідомленням закупників реклами, то канал CBS бере за свої послуги приблизно 3800000 доларів. З кожним роком сума зростає. Для деяких рекламодавців трансляція реклами під час Суперкубку коштувала понад 4 млн доларів.[18]
- CBS щорічно витрачає більше ніж 40 млн доларів на саморекламу в різних ЗМІ, а також надає на ці цілі час у власному ефірі більш ніж на 500 млн доларів. Агресивна політика у сфері промоушн дозволила цій американській телекомпанії вийти в кінці 80-х на перше місце за кількістю глядачів у прайм-тайм.[19]